# Каль, Давид
Дави́д Каль Фигеро́а (исп. David Cal Figueroa; род. 10 октября 1982, Кангас) — испанский гребец-каноист, выступает за сборную Испании с 2003 года. Олимпийский чемпион, четырежды серебряный призёр Олимпийских игр, чемпион мира, многократный победитель и призёр первенств национального значения.

## Биография
Давид Каль родился 10 октября 1982 года в городе Кангас, провинция Понтеведра. Активно заниматься греблей начал в возрасте двенадцати лет, проходил подготовку в Понтеведре в спортивном клубе «Риа де Альдан», тренировался на местном гребном канале под руководством тренера Хесуса Морлана. Среди юниоров в одноместных каноэ становился чемпионом мира в 1999 году на соревнованиях в Хорватии, затем побеждал на юниорском чемпионате Европы во Франции. В качестве запасного гребца ездил на Олимпийские игры 2000 года в Сидней, но в итоге поучаствовать в соревнованиях ему не пришлось. В 2002 году на молодёжном первенстве мира в Загребе выиграл бронзу в одиночках на пятистах метрах.
Первого серьёзного успеха на взрослом международном уровне добился в 2003 году, когда попал в основной состав испанской национальной сборной и побывал на чемпионате мира в американском Гейнсвилле, откуда привёз награду серебряного достоинства, выигранную в одиночках на тысяче метров — в финальном заезде уступил лишь титулованному немцу Андреасу Диттмеру. Благодаря череде удачных выступлений удостоился права защищать честь страны на летних Олимпийских играх 2004 года в Афинах — на пятистах метрах вновь проиграл Диттмеру, получив серебро, тогда как на тысяче сумел опередить его менее чем на полсекунды и тем самым завоевал золотую медаль. Таким образом, Каль стал первым в истории Испании олимпийским чемпионом по гребле на байдарках и каноэ.
В 2005 году на чемпионате мира в Загребе на тысячеметровой дистанции Давид Каль вновь финишировал позади Диттмера и вынужден был довольствоваться серебром. В 2007 году стал наконец чемпионом мира, на соревнованиях в немецком Дуйсбурге одолел всех соперников на пятьсот метров, в том числе Диттмера, и поднялся на верхнюю ступень пьедестала. Также участвовал в 
километровом зачёте и взял бронзу, уступив в решающем заезде венгру Аттиле Вайде и словаку Мариану Острчилу. Помимо этого, в тех же дисциплинах добыл две бронзы на домашнем чемпионате Европы в Понтеведре. Будучи одним из лидеров испанской сборной, прошёл квалификацию на Олимпийские игры 2008 года в Пекин, где в том числе нёс знамя Испании на церемонии открытия. В итоге выиграл серебряные медали на 500 и 1000 метров, в первом случае проиграл россиянину Максиму Опалеву, во втором — венгру Вайде.
После двух Олимпиад Каль остался в основном составе сборной Испании и продолжил принимать участие в крупнейших международных регатах. Так, в 2011 году на чемпионате мира в венгерском Сегеде он завоевал серебряную медаль в одиночной километровой программе, в очередной раз потерпев поражение от Вайды. Ещё через год на пятистах метрах добыл бронзу на европейском первенстве в Загребе. Позже прошёл отбор на Олимпийские игры 2012 года в Лондон, где добавил в послужной список пятую в карьере олимпийскую медаль (в финале был лучше всех кроме немца Себастьяна Бренделя). Таким образом, по количеству олимпийских медалей он стал лучшим спортсменом в истории Испании, опередив по этому показателю трекового велогонщика Жоана Льянераса и теннисистку Аранчу Санчес Викарио. В 2013 году за выдающиеся достижения в спорте номинировался на престижную Премию принца Астурийского, но в конечном счёте награда была присуждена гольфисту Хосе Марии Оласабалю.
В 2013 году изъявил желание выступать за сборную Бразилии, но в следующем сезоне по-прежнему представлял Испанию, в частности на чемпионате мира в Москве под испанским флагом показал на километровой дистанции шестой результат.